# Chinamax

Порівняння обмежувальної рамки Chinamax з деякими іншими розмірами корабля в ізометричному вигляді.

Chinamax — стандарт розмірів судна, який дозволяє судам, які відповідають вимогам, використовувати різні гавані, коли вони повністю завантажені, причому максимальний розмір такого судна становить 24 метри осадки, 65 метрів мідель і 360 метрів загальної довжини. Прикладом кораблів такого розміру є балкери Valemax.
Стандарт спочатку був розроблений для транспортування дуже великих вантажів залізної руди до Китаю з бразильських портових споруд, якими керує мінеральна компанія Vale.  
Відповідно, гавані та інша інфраструктура, яка є "Chinamax-сумісною", є тією, до якої такі кораблі можуть легко причалити.   На відміну від Suezmax і Panamax, Chinamax не визначається шлюзами, каналами чи мостами — стандарт Chinamax спрямований на забезпечення портів, а назва походить від масового постачання сухого вантажу (руди), які Китай отримує з усього світу.

## Приклади
- Лолабе, Камерун — залізорудний порт.

## Дивись також
- Розміри вантажних суден Handymax, Panamax, Suezmax, Capesize